# Cecina (stacja kolejowa)
Cecina (wł. Stazione di Cecina) – stacja kolejowa w Cecina, w prowincji Livorno, w regionie Toskania, we Włoszech. Znajduje się na linii Piza – Rzym. 
Według klasyfikacji RFI ma kategorię srebrną.

## Linie kolejowe
- Linia Piza – Rzym